# میخک (صالح‌آباد)
میخک یک روستا در ایران است که در دهستان قلعه حمام واقع شده‌است. میخک ۳۸۵ نفر جمعیت دارد.